# Celtic (eau)
Pour les articles homonymes, voir Celtic.
Celtic est une marque d'eau minérale naturelle provenant de Niederbronn-les-Bains en Alsace (France).

## Site
Niederbronn-les Bains est une station thermale située au sein du Parc naturel régional des Vosges du Nord, territoire de 110 000 ha protégé et classé Réserve mondiale de biosphère depuis 1989.

## Historique
Avant l'arrivée des Romains, le buste d’une déesse celte symbole de la fertilité fut érigé à proximité de la source de Niederbronn-les-Bains. Puis, les Romains utilisèrent les eaux thermales à des fins balnéaires et hygiéniques. Cependant, les bains romains furent détruits lors des migrations barbares du Ve siècle.
En 1592, Philippe V de Hanau-Lichtenberg ordonna les travaux de recaptage et reconstruisit un bain thermal. Les curistes furent invités à se rendre à la source plusieurs fois par jour pour compléter la balnéation par une cure de boisson.
En 1966, après six années d’études relatives aux vertus thérapeutiques de la source, la municipalité de Niederbronn-les-Bains obtint l’autorisation d’exploitation comme eau minérale naturelle à la suite d'un arrêté ministériel. L’exploitation et la commercialisation de la source débutèrent en 1988.
La réalisation d’une nouvelle usine, achevée en 1996 permit, grâce à un processus d’embouteillage modernisé, de s’adapter à toute demande spécifique, tant au niveau du contenant que du volume choisi.
En 1999, la société fut reprise par la famille Meckert, avec pour PDG Edouard Meckert.

## Produits
La Celtic est proposée en trois versions : nature, légèrement pétillante et très pétillante.

## Composition analytique
| Éléments             | Proportion en mg/L |
| -------------------- | ------------------ |
| Calcium (Ca2+)       | 10,5               |
| Magnésium (Mg2+)     | 4                  |
| Sodium (Na+)         | 1,1                |
| Sulfates (SO42−)     | 6                  |
| Bicarbonates (HCO3−) | 48                 |
| Potassium            | 1,9                |
| Chlorures            | 5                  |
| Nitrates             | 2,1                |
| Fluor                | < 0,10             |
| Fer                  | 0,005              |